# Asianidia madeirensis
Asianidia madeirensis är en insektsart som först beskrevs av William Edward China 1938.  Asianidia madeirensis ingår i släktet Asianidia och familjen dvärgstritar.
Artens utbredningsområde är Madeira. Inga underarter finns listade i Catalogue of Life.